# Aguriahana grisea
Aguriahana grisea är en insektsart som beskrevs av Irena Dworakowska 1982. Aguriahana grisea ingår i släktet Aguriahana och familjen dvärgstritar. Inga underarter finns listade i Catalogue of Life.